# Болдуин, Стивен
Стивен Эндрю Бо́лдуин (англ. Stephen Andrew Baldwin; род. 12 мая 1966, Массапекуа, Нассо, Нью-Йорк, США) — американский актёр. Младший из четырёх братьев-актёров Болдуинов (другие трое — Алек, Дэниел и Уильям).

## Биография
Стивен Болдуин родился 12 мая 1966 г. в Массапекуа, штат Нью-Йорк. Учился в Американской академии драматического искусства, играл в театре и на телевидении. Помимо кино, Стивен Болдуин активно занимается благотворительными проектами, пишет стихи. Он — большой поклонник музыки, увлекается авто- и мотогонками (Болдуин — почётный член команды «Судзуки»), парашютным спортом и бильярдом. Стивен Болдуин женат на актрисе Кеннии Болдуин (англ. Kennya Baldwin), растит двух дочерей.
В 1995 году получил премию Национального совета критиков (англ. National Board of Review, USA) в номинации «лучшая роль» за фильм «Подозрительные лица». В 2001 году за роль в фильме «Флинтстоуны в Рок-Вегасе» был номинирован на получение премии Золотая малина, присуждаемую за сомнительные достижения в области кинематографии.

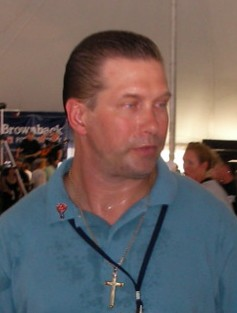
Август 2007 г.

В 2001 году переосмыслил свою жизнь и стал христианином.
В сентябре 2006 года Болдуин выпустил книгу под названием «Необычный подозреваемый» («Unusual suspect»), в которой подробно освещаются его личная жизнь, карьера, дни злоупотребления наркотиками и, в конечном счёте, то, как он стал возрождённым христианином после атаки Башен-близнецов 11 сентября 2001 года. Организовал несколько христианских миссий, ведёт активную евангельскую работу, направленную на силовиков, солдат и женщин в вооружённых силах по всему миру.
В 2008 году Болдуин присоединился к консервативному евангелическому христианскому радио-ток-шоу Кевина МакКуллога (Kevin McCullough) под названием «Экстремальное радио». По состоянию на 18 апреля 2009 года радиопередачу слушают на более чем 195 станциях и в более чем 370 городах по всему миру.
В 2009 году он признал себя банкротом.
В сентябре 2018 года Стивену присвоено звание профессора Киевского университета культуры. Актер уже заявил о планах снимать кино на Украине в 2020 году.

## Семья
Дочь Хейли Бибер — модель и танцовщица, жена певца Джастина Бибера. Неоднократно попадала на обложки журнала Vogue.

## Фильмография
- 1988 — Зверь / «Beast of War»
- 1988 — Простак / «Homeboy»
- 1989 — Последний выход в Бруклине / «Last Exit to Brooklyn»
- 1989 — Большой секс-скандал по-американски / «The Great American Sex Scandal/Jury Duty: The Comedy»
- 1989 — Рождённый четвёртого июля / «Born on the Fourth of July»
- 1992 — Пересекая мост / «Crossing the Bridge»
- 1993 — Вооружённый отряд / «Posse»
- 1993 — Горький итог / «Bitter Harvest»
- 1994 — Восемь секунд / «8 Seconds»
- 1994 — Трое / «Threesome»
- 1994 — Просто поворот судьбы / «A Simple Twist of Fate»
- 1994 — Миссис Паркер и порочный круг / «Mrs. Parker and the Vicious Circle»
- 1994 — Новый Эдем / «New Eden»
- 1995 — Подозрительные лица / «The Usual Suspects»
- 1995 — Время падения / «Fall Time»
- 1995 — Под луной «Хулы» / «Under the Hula Moon»
- 1996 — Био-Дом / «Bio-Dome»
- 1996 — Беглецы / «Fled»
- 1996 — Час убийств / «Crimetime»
- 1997 — Крушение / «Sub Down»
- 1998 — Непропеченный / «Half Baked» эпизод
- 1998 — Город террора / «Scar City»
- 1998 — Идеальный убийца / «Mr.Murder»
- 1998 — Один крутой полицейский / «One Tough Cop»
- 1999 — Друзья и любовники / «Friends & Lovers»
- 1999 — Как сделать из жены чудовище / «The Sex Monster»
- 1999 — Зло / «Absence of the Good»
- 2000 — Милосердие / «Mercy»
- 2000 — Флинтстоуны в Рок-Вегасе / «The Flintstones in Viva Rock Vegas»
- 2000 — Затяжной прыжок / «Cutaway»
- 2000 — Фэйсконтроль / «Table One»
- 2000 — Обмен телами / «Xchange»
- 2001 — Ловушка для свингеров / «Zebra Lounge»
- 2001 — Защита / «Protection»
- 2001 — Пробуждение смерти / «Dead Awake»
- 2001 — Keeping It Real: The Adventures of Greg Walloch
- 2002 — Паутина / «Spider’s Web»
- 2002 — Удар по воротам 2: Разбивая лёд / «Slap Shot 2: Breaking the Ice»
- 2002 — Любой ценой / «Greenmail»
- 2002 — Мёртвая рок-звезда / «Deadrockstar»
- 2003 — Зловещее предупреждение / «Silent Warnings»
- 2003 — Утраченное сокровище / «Lost Treasure»
- 2003 — Огненный бой / «Firefight»
- 2003 — Остров-убежище / «Shelter Island»
- 2004 — Мишень / «Target»
- 2004 — Ошибка / «Fallacy»
- 2004 — Шесть / «Six: The Mark Unleashed»
- 2005 — Человек-змея / «Snake King, The»
- 2005 — Ясная полночь / «Midnight Clear»
- 2006 — Джесси Стоун: Вечерный проход / «Jesse Stone: Night Passage»
- 2006 — Тёмный шторм / «Dark Storm»
- 2006 — Лётчики / «The Flyboys»
- 2007 — Гарпии / «Harpies»
- 2007 — Фред Клаус, брат Санты / «Fred Claus»
- 2008 — Схватка в небе
- 2013 — Я влюбился в монашку / «I’m in Love with a Church Girl»
- 2013 — 2047 – Угроза смерти / «2047 — Sights of Death»
- 2016 — Мэджи / «Magi»
- 2016 — Апостол Пётр: искупление / «The Apostle Peter: Redemption»
- 2017 — Невиданное чудо / «The UnMiracle»
- 2019 —  Гобелен / «Tapestry»
- 2021 — Красные пророчества